# Rozkład Pareta
Rozkład Pareta (od nazwiska Vilfreda Pareta) – ciągły rozkład prawdopodobieństwa, spełniający potęgowe prawo skalowania, występujący m.in. w naukach społecznych, geofizyce i aktuariacie. Poza ekonomią jest czasem nazywany rozkładem Bradforda.
Pareto oryginalnie używał tego rozkładu do opisu alokacji dóbr w społeczeństwie, gdyż jak zauważył większa część bogactwa dowolnego społeczeństwa jest w posiadaniu niewielkiego procenta jego członków.
Idea ta jest czasem wyrażana jako tzw. zasada Pareta, mówiąca, że 20% populacji posiada 80% bogactwa. Konkretne wartości mogą być jednak inne w zależności od parametrów rozkładu.
Rozkład Pareta występuje też w wielu innych sytuacjach, w szczególności:
- częstości występowania słów w długich tekstach (kilka słów jest używanych często, wiele słów rzadko),
- rozmiary osiedli ludzkich (mało dużych miast, dużo małych wsi),
- wielkości plików przesyłanych protokołem TCP w internecie (dużo małych plików, mało dużych plików),
- klastry kondensatu Bosego-Einsteina w okolicach zera Kelwina,
- pojemność złóż ropy naftowej (mało dużych pól naftowych, dużo małych pól),
- czas wykonywania procesu obliczeniowego przez superkomputer (niewiele długich procesów, dużo krótkich),
- rozmiar ziarenek piasku,
- rozmiar meteorytów,
- liczba gatunków w rodzaju (intuicyjnie: im większy rodzaj, tym większa skłonność badaczy do podzielenia go na dwa mniejsze dla lepszego oddania indywidualnych cech zawierających się w nim gatunków),
- powierzchnia spalona podczas pożaru lasu,
- rozmiar finansowej odpowiedzialności ubezpieczyciela w związku z wypadkami losowymi jego klientów przy ubezpieczeniu OC, AC oraz od wypadków przy pracy.